# Andrés Fernández
Andrés Fernández Moreno (Murcia, 17 december 1986) is een Spaans voetballer die als doelman speelt. Hij verruilde FC Porto in juli 2017 voor Villarreal CF, dat hem in het voorgaande seizoen al huurde

## Clubcarrière
Fernandez verruilde in 2007 de jeugd van RCD Mallorca voor het eerste team van CA Osasuna. Daarvoor debuteerde hij op 21 oktober 2007 in de Primera División, tegen UD Almería. Eerste doelman Ricardo was die wedstrijd geschorst en tweede doelman Juan Elía werd na 50 minuten van het veld gestuurd. Tijdens het seizoen 2010/11 werd Fernandez uitgeleend aan SD Huesca, op dat moment actief in de Segunda División. In juli 2011 keerde hij terug bij Osasuna. Op het einde van het seizoen 2011/12 veroverde hij er een basisplaats.
1 Júnior ·
2 Costa ·
3 Albiol  ·
4 Bailly ·
5 Kambwala ·
6 Suárez ·
7 Moreno ·
8 Foyth ·
10 Parejo ·
11 Akhomach ·
12 Bernat ·
13 Conde ·
14 Comesaña ·
15 Barry ·
16 Baena ·
17 Femenía ·
18 Gueye ·
19 Pépé ·
20 Terrats ·
21 Pino ·
22 Pérez ·
23 Cardona ·
24 Pedraza ·
31 Álvarez ·
Coach: Marcelino